# Orhan Kaynak
Orhan Kaynak (Adana, 1º marzo 1970) è un ex calciatore turco, di ruolo attaccante.

## Palmarès

### Club

#### Competizioni nazionali
- Coppa di Turchia: 1

Trabzonspor: 1994-1995
- Supercoppa di Turchia: 1

Trabzonspor: 1995